# 司佩蘭
司佩蘭（姓氏音譯西格蒙德或席格孟特），德國外交官、前駐華大使館參贊，2019年起擔任德國外交部亞洲太平洋司（Abteilung Asien und Pazifik）司長。司佩蘭會說漢語、法語及英語。

## 簡歷
司佩蘭先後於柏林自由大學及中國人民大學修習中國學、政治學及經濟學。1994年加入外交部後，1998年至2001年間外派到德國駐比利時大使館，2001年至2004年間返回外交部柏林本館，2004年至2006年間，她前往中華人民共和國北京市擔任駐華大使館參贊，以貿易促進處（Handelsförderungsstelle）處長身分，向經營中國市場的德商提供建議。
結束駐華任期返德後，司佩蘭轉任聯邦總理府歐盟會員國關係、歐盟擴大及歐盟—非歐盟國家關係處長（2006年—2010年），其後則擔任德國駐法國大使館新聞公關處長（2010年—2013年）、外交部法國暨荷比盧處長（2013年—2015年）、外交部東亞處長（2015年—2017年）。
2017年5月，德國外交部新設亞洲太平洋司，她在該司內部擔任東亞、東南亞暨太平洋專員（Beauftragte für Ostasien, Südostasien und Pazifik），2019年9月起則升任亞太司長。